# Hush Hush
Hush Hush is een single van de Pussycat Dolls. Het nummer is een remix van het nummer Hush Hush, dat op het album Doll Domination van de Pussycat Dolls te vinden is. De remixversie is dan weer te vinden op Doll Domination 2.0. In het nummer wordt voornamelijk gezongen door de leadzangeres van de Dolls, Nicole Scherzinger.

## Achtergrond
Hush Hush; Hush Hush is de officiële remix van Hush Hush van de Pussycat Dolls. Het nummer is in deze versie gemixt met I Will Survive van Gloria Gaynor. De remix van het nummer werd het eerst gezongen door Nicole Scherzinger tijdens de "World Domination Tour" in 2008. Hush Hush; Hush Hush is meer uptempo met een ander muzikaal arrangement. Beide versies van het nummer werden als één single wereldwijd op 12 mei uitgebracht.
De overige leden van de Pussycat Dolls waren ontevreden over de aandacht die leadzangeres Nicole krijgt op de laatste singles van de Dolls. Net als bij voorganger Jai Ho! (You Are My Destiny) werd Scherzinger in de credits apart van de rest genoemd.
In de Verenigde Staten is Hush Hush; Hush Hush de zesde single die werd uitgebracht van hun album Doll Domination. In Nederland was het nummer de vierde single, aangezien de nummers Watcha Think About That en Bottle Pop daar (nog) niet waren uitgebracht. In Rusland behaalde het origineel Hush Hush de eerste plaats in de airplayhitlijst zonder officieel te zijn uitgebracht. Hush Hush is daarmee de vierde single van een Amerikaanse artiest die op de eerste plaats van de Russische hitlijst wist te komen.

## Videoclip
Robin Antin heeft in een webshow bekendgemaakt bezig te zijn met een choreografie op de muziek van Hush Hush; Hush Hush. De clip werd op 6 mei opgenomen; Perez Hilton en Carmen Electra hebben een rol in de clip.

## Hitnotering
| "Hush Hush; Hush Hush" in de Vlaamse Ultratop 50 - binnen: 25-07-2009 | "Hush Hush; Hush Hush" in de Vlaamse Ultratop 50 - binnen: 25-07-2009 | "Hush Hush; Hush Hush" in de Vlaamse Ultratop 50 - binnen: 25-07-2009 | "Hush Hush; Hush Hush" in de Vlaamse Ultratop 50 - binnen: 25-07-2009 | "Hush Hush; Hush Hush" in de Vlaamse Ultratop 50 - binnen: 25-07-2009 | "Hush Hush; Hush Hush" in de Vlaamse Ultratop 50 - binnen: 25-07-2009 | "Hush Hush; Hush Hush" in de Vlaamse Ultratop 50 - binnen: 25-07-2009 | "Hush Hush; Hush Hush" in de Vlaamse Ultratop 50 - binnen: 25-07-2009 | "Hush Hush; Hush Hush" in de Vlaamse Ultratop 50 - binnen: 25-07-2009 | "Hush Hush; Hush Hush" in de Vlaamse Ultratop 50 - binnen: 25-07-2009 | "Hush Hush; Hush Hush" in de Vlaamse Ultratop 50 - binnen: 25-07-2009 | "Hush Hush; Hush Hush" in de Vlaamse Ultratop 50 - binnen: 25-07-2009 | "Hush Hush; Hush Hush" in de Vlaamse Ultratop 50 - binnen: 25-07-2009 | "Hush Hush; Hush Hush" in de Vlaamse Ultratop 50 - binnen: 25-07-2009 | "Hush Hush; Hush Hush" in de Vlaamse Ultratop 50 - binnen: 25-07-2009 | "Hush Hush; Hush Hush" in de Vlaamse Ultratop 50 - binnen: 25-07-2009 | "Hush Hush; Hush Hush" in de Vlaamse Ultratop 50 - binnen: 25-07-2009 | "Hush Hush; Hush Hush" in de Vlaamse Ultratop 50 - binnen: 25-07-2009 | "Hush Hush; Hush Hush" in de Vlaamse Ultratop 50 - binnen: 25-07-2009 |
| Week:                                                                 | 1                                                                     | 2                                                                     | 3                                                                     | 4                                                                     | 5                                                                     | 6                                                                     | 7                                                                     | 8                                                                     | 9                                                                     | 10                                                                    | 11                                                                    | 12                                                                    | 13                                                                    | 14                                                                    | 15                                                                    | 16                                                                    | 17                                                                    |                                                                       |
| --------------------------------------------------------------------- | --------------------------------------------------------------------- | --------------------------------------------------------------------- | --------------------------------------------------------------------- | --------------------------------------------------------------------- | --------------------------------------------------------------------- | --------------------------------------------------------------------- | --------------------------------------------------------------------- | --------------------------------------------------------------------- | --------------------------------------------------------------------- | --------------------------------------------------------------------- | --------------------------------------------------------------------- | --------------------------------------------------------------------- | --------------------------------------------------------------------- | --------------------------------------------------------------------- | --------------------------------------------------------------------- | --------------------------------------------------------------------- | --------------------------------------------------------------------- | --------------------------------------------------------------------- |
| Positie:                                                              | 47                                                                    | 22                                                                    | 9                                                                     | 10                                                                    | 6                                                                     | 10                                                                    | 10                                                                    | 10                                                                    | 12                                                                    | 10                                                                    | 11                                                                    | 16                                                                    | 17                                                                    | 17                                                                    | 28                                                                    | 40                                                                    | 43                                                                    | uit                                                                   |

## Tracklist
Europese download
1. "Hush Hush; Hush Hush" — 04:12
2. "Hush Hush; Hush Hush" (video) — 04:19

Cd-single
1. "Hush Hush; Hush Hush" — 04:12
2. "Hush Hush" — 04:09

Promo-CD
1. "Hush Hush; Hush Hush" (Dave Aude Extended Remix) — 05:23
2. "Hush Hush; Hush Hush" — 04:12
3. "Hush Hush" — 04:09

Amerikaanse download
1. "Hush Hush; Hush Hush — 04:12